# Женская сборная Словакии по хоккею с шайбой
Женская сборная Словакии по хоккею с шайбой — женская словацкая сборная, представляющая Словакию на чемпионатах мира. Управляется Словацкой федерацией хоккея с шайбой. По данным ИИХФ, в Словакии в 2011 году насчитывалось 312 хоккеисток.

## Достижения

### Чемпионаты Европы
- 1989 — не участвовали
- 1991 — не участвовали
- 1993 — не участвовали
- 1995 — 10-е место
- 1996 — 10-е место

### Чемпионаты мира
- 1997 — 3-е место в квалификационном турнире
- 1999 — 6-е место в группе B
- 2003 — 3-е место в дивизионе II[3]
- 2004 — 3-е место в дивизионе II
- 2005 — 3-е место в дивизионе II
- 2007 — победитель дивизиона II[4]
- 2008 — 2-е место в дивизионе I
- 2009 — победитель дивизиона I
- 2011 — 7-е место
- 2012 — 8-е место
- 2013 — 3-е место в дивизионе IA
- 2014 — 6-е место в дивизионе IA
- 2015 — победитель дивизиона IB
- 2016 — 6-е место в дивизионе IA
- 2017 — победитель дивизиона IB

## Олимпийские игры
- 1998 — не участвовали
- 2002 — не участвовали
- 2006 — не участвовали
- 2010 — 8-е место
- 2014 — не участвовали
- 2018 — не участвовали

## Мировой рекорд
8 сентября 2008 женская сборная Словакии провела квалификационный матч к Олимпийским играм в Ванкувере в латвийском городе Лиепая. Словацкие хоккеистки встречались с болгарскими и одержали сокрушительную победу со счётом 82:0, что стало мировым рекордом в истории хоккея. В первом периоде представительницы Словакии отличились 31 раз, во втором — 24, а в третьем — 27. Свидетелями этой грандиозной победы были всего 37 человек. В среднем словачки отличались каждые 44 секунды. 10 раз отличилась Янка Чуликова, 9 раз отличилась Мартина Величкова.

## Состав на чемпионат мира 2011
Состав приводится по состоянию на 6 апреля 2011
| Номер | Игрок            | Клуб                |
| ----- | ---------------- | ------------------- |
| 1     | Сузана Томчикова | Университет Бемиджи |
| 2     | Романа Кяпешова  | Спишска Нова Вес    |
| 33    | Яна Будайова     | Агидель (Уфа)       |
| 98    | Даниэла Зузякова | Мартин              |
| 99    | Моника Квакова   | Слован (Братислава) |

| Номер | Игрок                       | Клуб                |
| ----- | --------------------------- | ------------------- |
| 4     | Петра Орсагова              | Слован (Братислава) |
| 5     | Никола Балашова             | Спишска Нова Вес    |
| 7     | Барбара Бремова             | Слован (Братислава) |
| 9     | Петра Бабякова              | Слован (Братислава) |
| 10    | Романа Варгова              | Слован (Братислава) |
| 11    | Эдита Ракова                | Слован (Братислава) |
| 19    | Ивета Карафиатова (капитан) | Слован (Братислава) |
| 20    | Михаэла Матейова            | Кярпят              |
| 23    | Мирослава Шишаева           | Слован (Братислава) |
| 25    | Мария Гайдошова             | Мартин              |

| Номер | Игрок              | Клуб                |
| ----- | ------------------ | ------------------- |
| 6     | Яна Капустова      | Торнадо (Дмитров)   |
| 12    | Мария Херихова     | Слован (Братислава) |
| 13    | Петра Юрчова       | Слован (Братислава) |
| 14    | Анна Джурнякова    | Слован (Братислава) |
| 16    | Яна Штофаникова    | Сарисанка (Прешов)  |
| 17    | Мартина Величкова  | Пантера (Логойск)   |
| 18    | Янка Чуликова      | Слован (Братислава) |
| 21    | Петра Павловичова  | Мартин              |
| 22    | Никола Гапова      | Карвина             |
| 24    | Петра Правликова   | Пантера (Логойск)   |
| 26    | Сузана Моравчикова | Слован (Братислава) |
| 27    | Виктория Игнатёва  | Слован (Братислава) |
| 28    | Николь Чупкова     | Слован (Братислава) |
| 29    | Алица Михаликова   | Мартин              |
| 30    | Ленка Срокова      | Спишска Нова Вес    |
| 71    | Ливия Лучова       | Слован (Братислава) |

- Менеджер: Роман Улегла
- Главный тренер: Мирослав Карафиат
- Помощник: Игор Андрейкович
- Руководитель: Имрих Анталь
- Ответственный за экипировку: Йозеф Хртусь
- Ответственный за экипировку: Владимир Немчек
- Врач: доктор Карина Опитцова